# دو جاملا (دو فريا)
دو جاملا (دو فريا) (بالسويدية: Du gamla, du fria) وتعني «أيتها القديمة، أيها الحرة»، هو نشيد السويد الوطني، ألف كلماته ريتشارد ديبيك في عام 1844. ولقد اتُخِذَ مطلع القصيدة نشيداً قومياً للسويد في عام 1866.

## التاريخ
كتب ريتشارد ديبيك النص الأصلي لدو جاملا دو فريا في عام 1844 على لحن شعبي سجله في مسقط رأسه في Odensvi في فاستمانلاند. كان قد عاد مؤخرًا من إقامته في Idre في دالارنا، حيث يعتقد أنه استوحاه من جبل Städjan. عُرض النشيد لأول مرة في حفل ترفيهي مسائي مع الموسيقى الشعبية الشمالية التي أقامها في 13 نوفمبر 1844 في Kirstein House في ستوكهولم. جادل ديبيك بنفسه بأن «الكلمات التي كانت دون المتوسط» كانت ذات طبيعة صدفة ولم يكن الغرض منها نشرها. بعد أن انتشر النص (لإزعاج ومضايقة ديبيك) من خلال كتاب الأغاني لأهلستروم وبومان المختار من الأغاني الشعبية السويدية والرقصات الشعبية والألعاب الشعبية في عام 1845، قام بنشره بنفسه، ولمدة أكثر من خمسة عشر عامًا بعد ذلك تم غناء الأغنية كرقم ختامي في ديبيك. أمسيات موسيقية ترفيهية وتطبع في برامجها.

## نص النشيد

### النص المعتمد
| اللغة السويدية | نقحرة إلى العربية | الترجمة العربية |
| المقطع الأول | المقطع الأول | المقطع الأول |
| --- | --- | --- |
| Du gamla, Du fria, Du fjällhöga nord Du tysta, Du glädjerika sköna! Jag hälsar Dig, vänaste land uppå jord, 𝄆 Din sol, Din himmel, Dina ängder gröna. 𝄇            | دو غاملا، دو فريا، دو فيالهيغا نورد دو توستا، دو غلاديريكا خِانَا يا هلّسار دي، ڤيناْستا لاند أوبو يورد دين سول، دين هيميل، دينا إندير غرانا      | أيتها القديمة، أيتها الحرة، يا جبال الشمال الشاهقة أيتها الساكنة، يا ذات البهجة والجمال أحييك، يا أفضل بلدٍ على الأرض 𝄇 شمسك، سماؤك، سهولك الخضراء 𝄆  |
| المقطع الثاني | | |
| Du tronar på minnen från fornstora dar, då ärat Ditt namn flög över jorden. Jag vet att Du är och Du blir vad Du var. 𝄆 Ja, jag vill leva, jag vill dö i Norden. 𝄇 | دو تورنار بو مينين فرون فورنستورا دار دو آرت دِيت نامنْ فلوغ آفر يوردن يا فيت آت دو آر وْ دو بلير فاد دو فار يا، يا فيل ليفا، يا فيل دى اي نوردن | أيها المتوج بذكريات الماضي القديم ثم حلق اسمك المعظم على الأرض أنا أعلم، ستكون هكذا وستبقى هكذاً دائماً 𝄇 أجل، أريد أن أحيا، وأن أموت، في أرض الشمال 𝄆 |

### بقية النشيد
المقطع الثالث والرابع، لا تعد جزءً معتمداً من النشيد الوطني:
| اللغة السويدية | نقحرة إلى العربية | الترجمة العربية |
| المقطع الثالث | المقطع الثالث     | المقطع الثالث   |
| --- | ----------------- | --------------- |
| Jag städs vill dig tjäna, mitt älskade land, dig trohet till döden vill jag svära. Din rätt skall jag värna med håg och med hand, 𝄆 din fana, högt den bragderika bära. 𝄇 |                   |                 |
| المقطع الرابع |                   |                 |
| Med Gud skall jag kämpa för hem och för härd för Sverige, den kära fosterjorden. Jag byter Dig ej, mot allt i en värld 𝄆 Nej, jag vill leva jag vill dö i Norden. 𝄇       |                   |                 |

ملاحظة: علامتي (𝄆 𝄇) يقصد بها تكرار نفس الشطر مرتين.